# Briceni, Dondușeni
Briceni este un sat din raionul Dondușeni, Republica Moldova. În preajma satului s-a păstrat o movilă funerară aparținând triburilor de nomazi din epoca bronzului și de la începutul evului mediu.

## Demografie

### Structura etnică
Structura etnică a satului conform recensământului populației din 2004:
| Grup etnic         | Populație | % Procentaj |
| ------------------ | --------- | ----------- |
| Moldoveni / Români | 880       | 98,1%       |
| Ucraineni          | 12        | 1,34%       |
| Ruși               | 4         | 0,45%       |
| Alții              | 1         | 0,11%       |
| Total              | 897       | 100%        |

## Administrație și politică
Componența Consiliului local Briceni (9 consilieri), ales la 5 noiembrie 2023, este următoarea:
|  | Partid                                       | Consilieri | Componență | Componență | Componență | Componență | Componență | Componență | Componență |
|  | -------------------------------------------- | ---------- | ---------- | ---------- | ---------- | ---------- | ---------- | ---------- | ---------- |
|  | Partidul Socialiștilor din Republica Moldova | 7          |            |            |            |            |            |            |            |
|  | Partidul Acțiune și Solidaritate             | 2          |            |            |            |            |            |            |            |

## Personalități
- Boris Melnic, academician
- Eliza Botezatu, scriitoare
- Ana Bondarenko, profesor de filologie, franco-moldoveanca persoană publică